# Kapsel
För beredningsformen kapsel, se kapsel (beredningsform)
Kapslar, även kallade fröhus, är äkta frukter inom undergruppen torra frukter. Kapslar är mångfröiga frukter som öppnar sig när de är mogna. De bildas av ett eller flera fruktblad (karpeller) och kan innehålla olika antal rum. Det finns många typer av kapslar. Baljor (som finns hos ärtväxter) och baljkapslar (hos exempelvis ranunkelväxter) är enrummiga kapslar som bildas av en karpell och skidor (som finns hos korsblommiga växter) är tvårummiga och bildas av två karpeller. Baljor och skidor som brister av på tvären i enfröiga segment i stället för att öppna sig på längden kallas ledbaljor respektive ledskidor (och räknas till de så kallade ledfrukterna). Man kan också dela upp kapslarna efter hur de öppnas, man talar då om tandkapslar (som hos gullviva), sprickkapslar (som hos spikklubba), lockkapslar (som hos bolmört och rödmire) och porkapslar (som hos vallmo och blåklockor).
Ärtskida är ingen korrekt beskrivning, då ärtor bildar baljor. Talar man om ärtskidor som matvara är det dock språkligt korrekt.

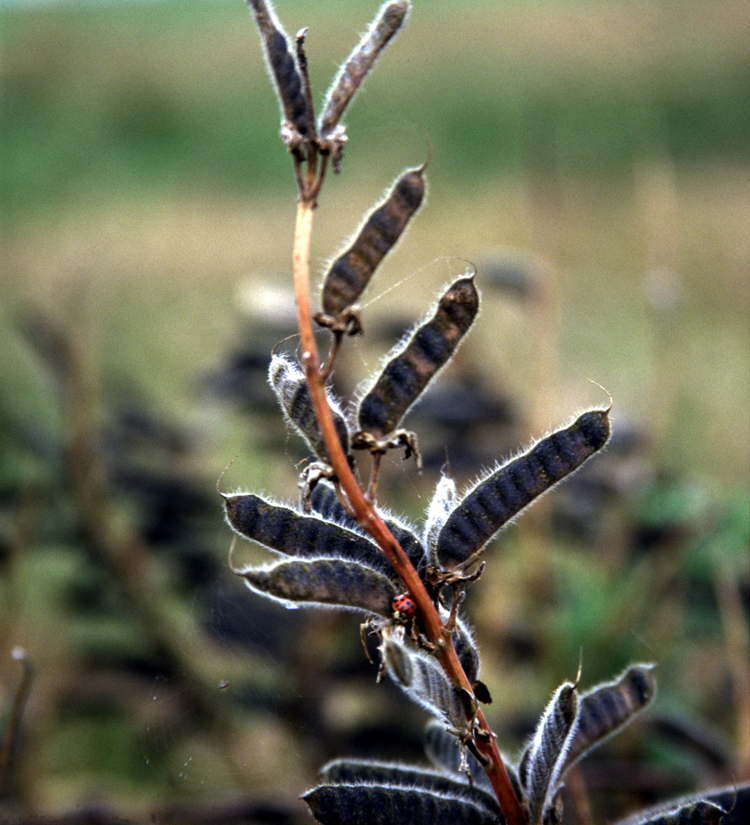
Baljor hos lupinen Lupinus rivularis.
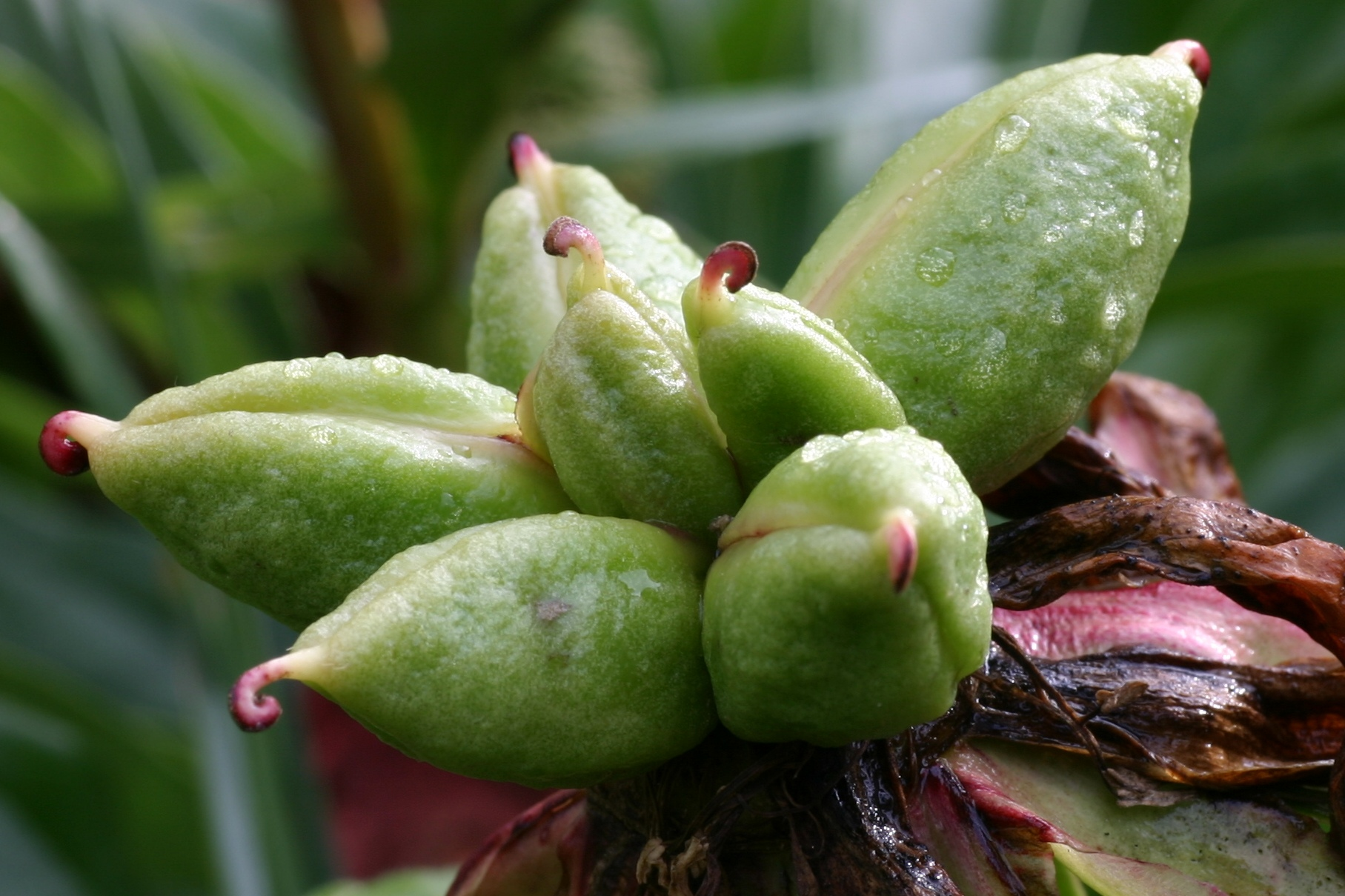
Baljkapslar hos pion, flera från varje blomma.
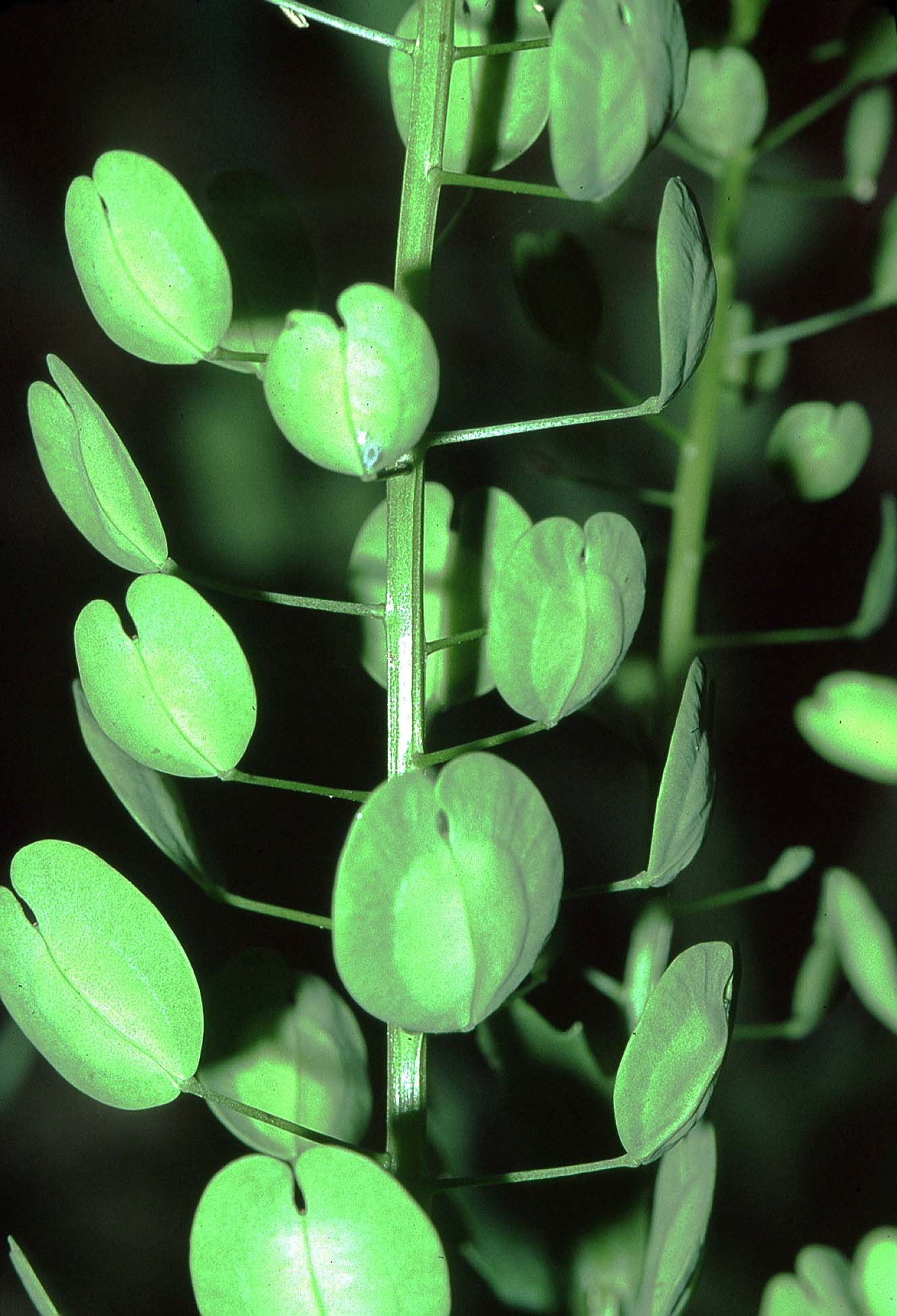
Skidor hos penningört (Thlaspi arvense).
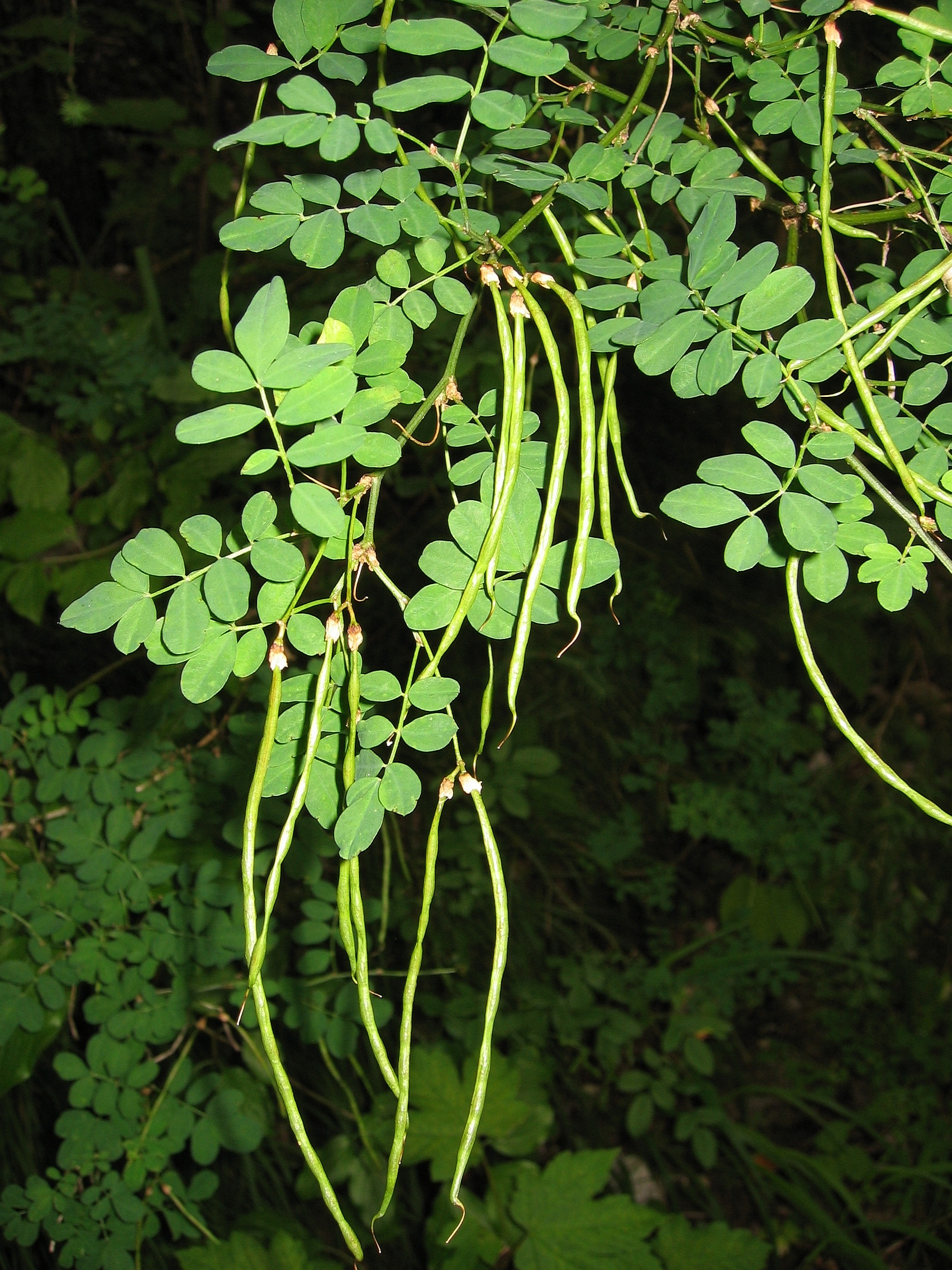
Ledbaljor hos gulkronill (Hippocrepis emerus).
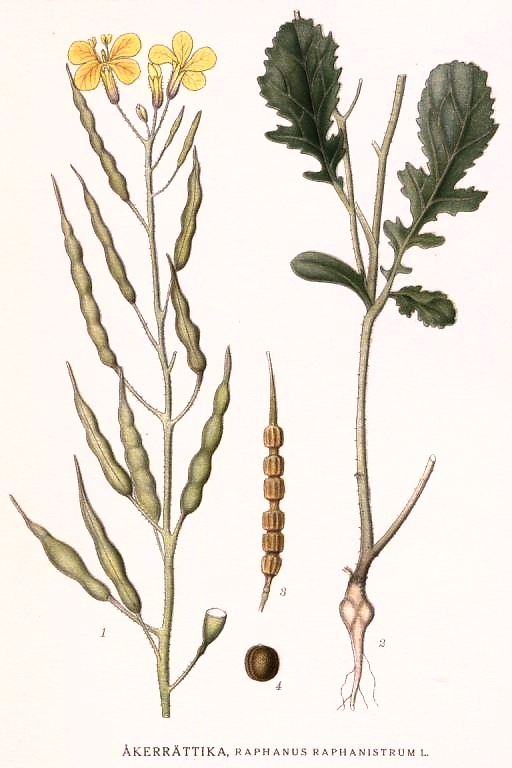
Ledskidor hos åkerrättika (Raphanus raphanistrum).
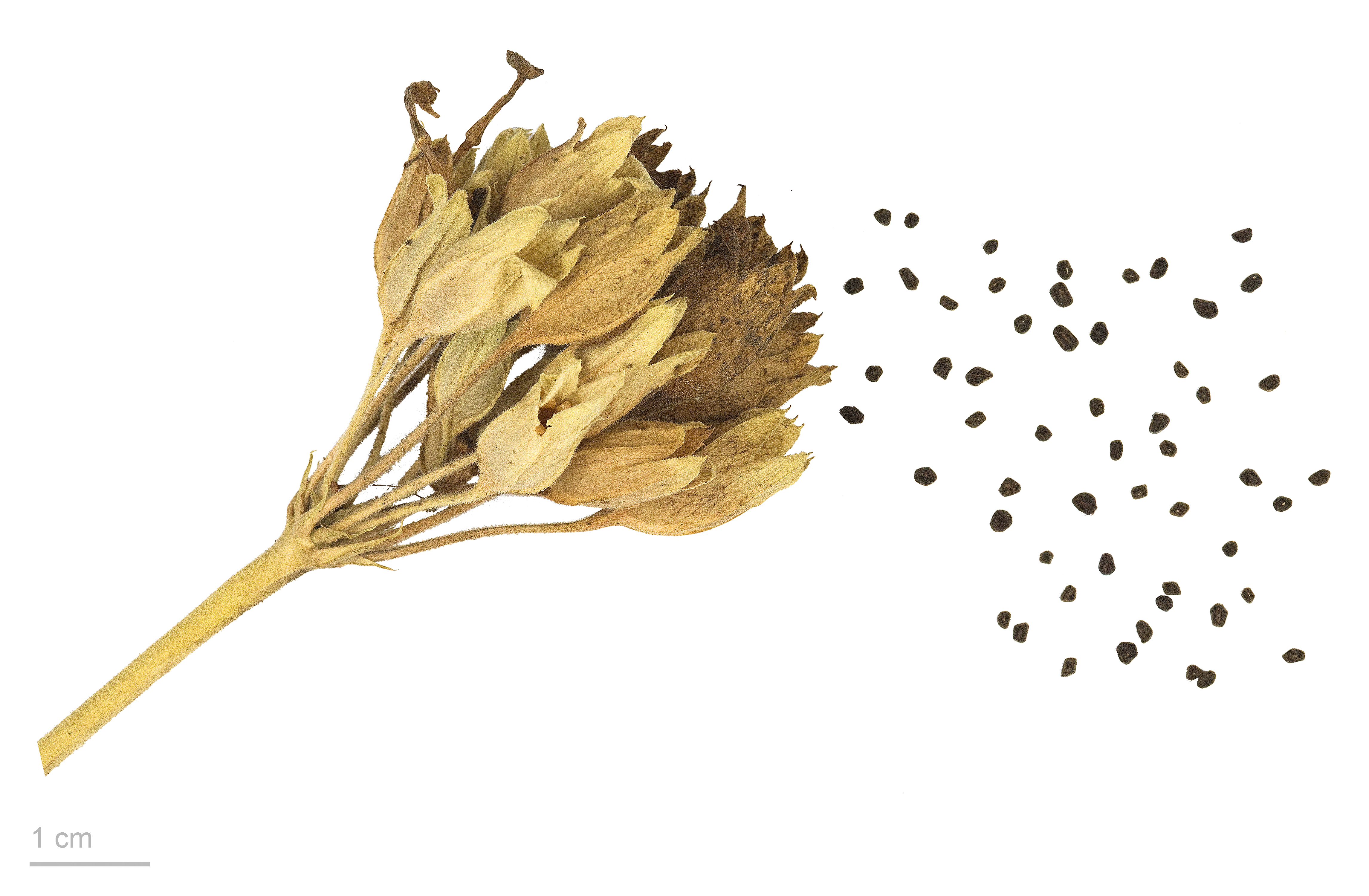
Tandkapslar hos gullviva (Primula veris).
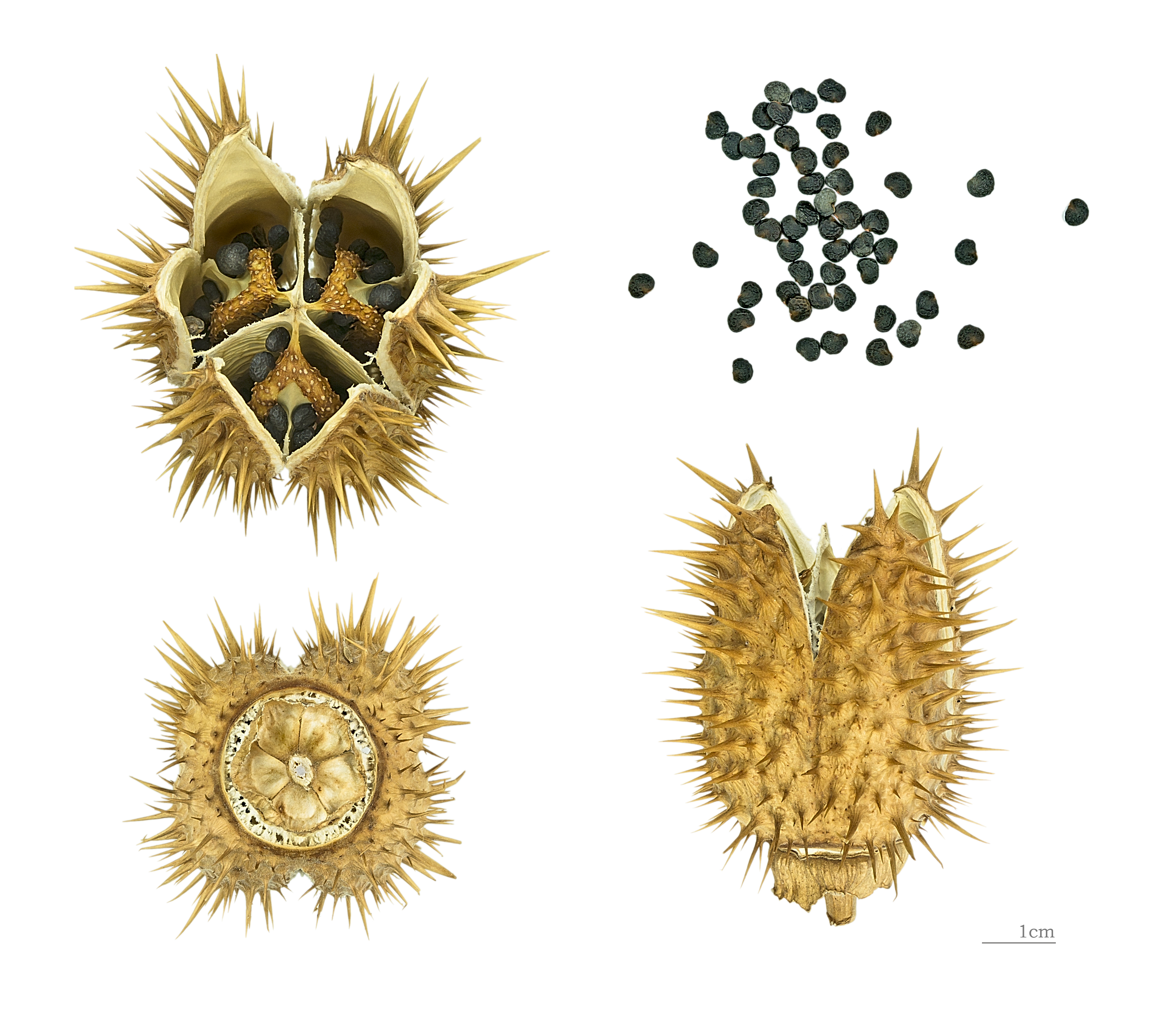
Sprickkapsel hos spikklubba (Datura stramonium).
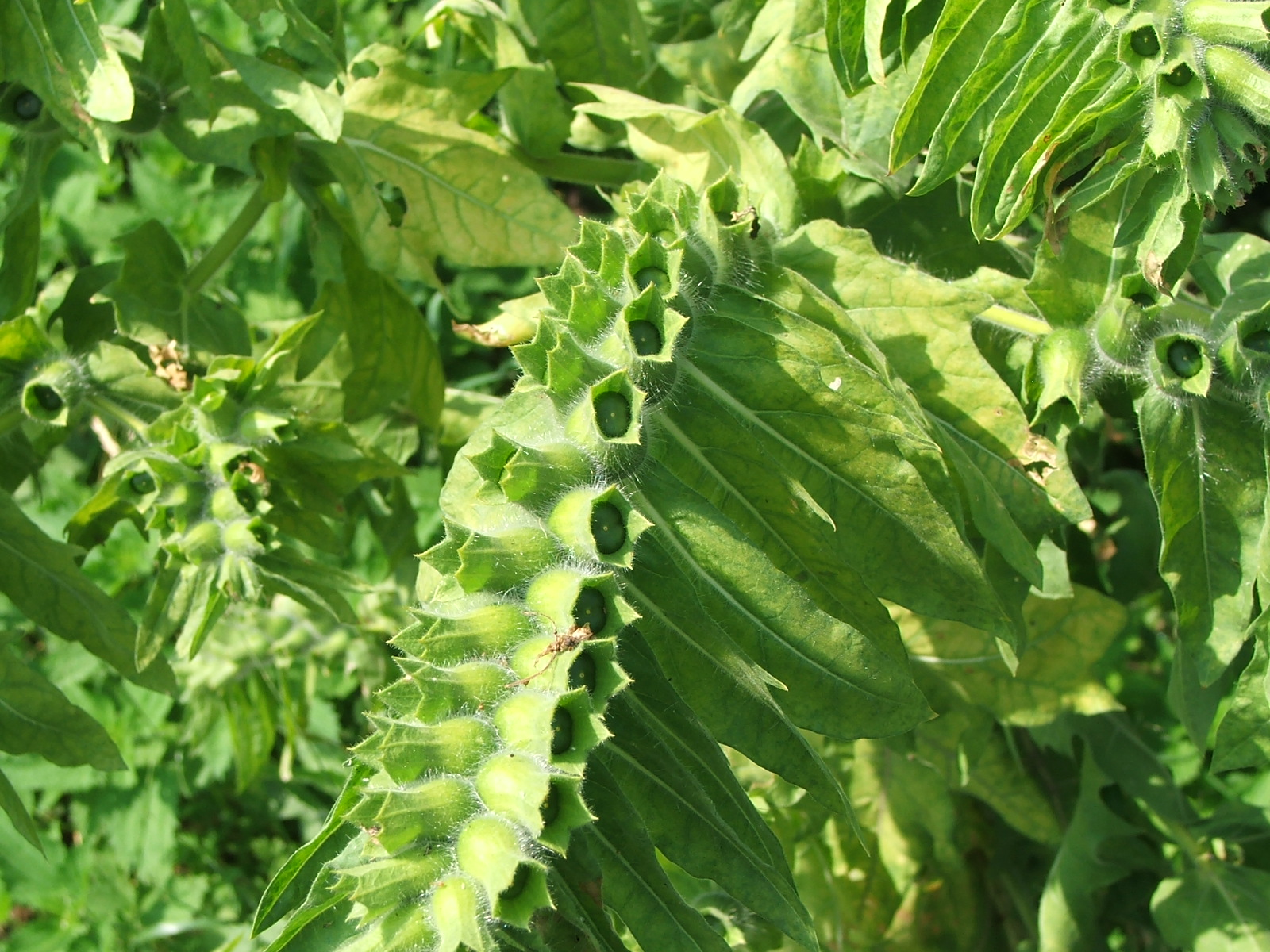
Lockkapslar hos bolmört (Hyoscyamus niger).
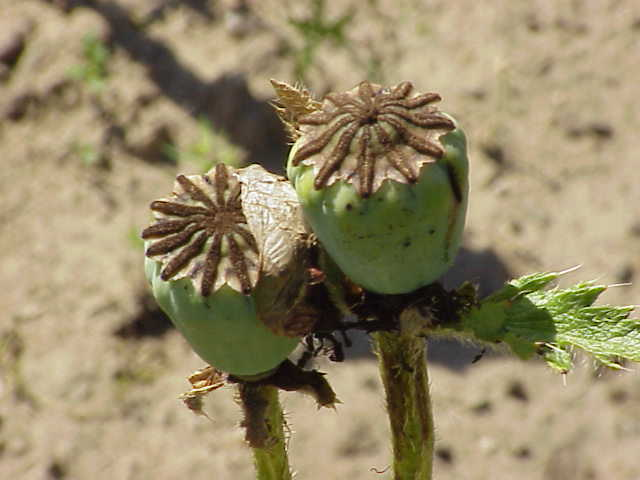
Två porkapslar hos mörk jättevallmo (Papaver orientale).